# Ammothea meridionalis
Ammothea meridionalis är en havsspindelart som beskrevs av Hodgson, T.V. 1915. Ammothea meridionalis ingår i släktet Ammothea och familjen Ammotheidae. Inga underarter finns listade i Catalogue of Life.